# Unió Social i Política de les Dones
La Unió Social i Política de Dones (en anglès: Women's Social and Political Union, WSPU), fundada a Manchester el 10 d'octubre de 1903, va ser la principal organització militant que va fer campanya pel sufragi femení al Regne Unit, entre 1903 i 1917. La seva líder més destacada va ser Emmeline Pankhurst i el grup va iniciar la seva campanya amb el lema "Deeds, not Words" (Fets, no Paraules). Emmeline i les seves filles Christabel i Sylvia controlaven estretament la seva filiació i les seves polítiques (encara que Sylvia finalment en va ser expulsada). Va ser coneguda per les seves tàctiques de vagues de fam (i la subsegüent alimentació forçada com a resposta de les autoritats), per trencar finestres en edificis prominents i per l'incendi nocturn de cases i esglésies desocupades.

## Formació
La Unió Política Social de Dones va ser fundada a casa de la família Pankhurst a Manchester el 10 d'octubre de 1903 per sis dones, incloses Emmeline i Christabel Pankhurst, que aviat es van erigir com a líders del grup. La Unió Política Social de Dones es va separar de la menys militant Unió Nacional de Societats de Sufragi Femení, decebuda per la falta d'èxit de les seves tàctiques d'intriga i persuasió política a través de reunions.

Les fundadores van decidir formar una organització només per a dones, que faria campanyes per a les reformes socials, en gran part juntament amb el Partit Laborista Independent. També farien campanya per a una extensió del sufragi femení, creient que això era central per a la igualtat sexual. Per a il·lustrar la seva postura més militant, van adoptar el seu lema. Quan el 1906 la WSPU es va traslladar a Londres, la campanya es va fer més visible.

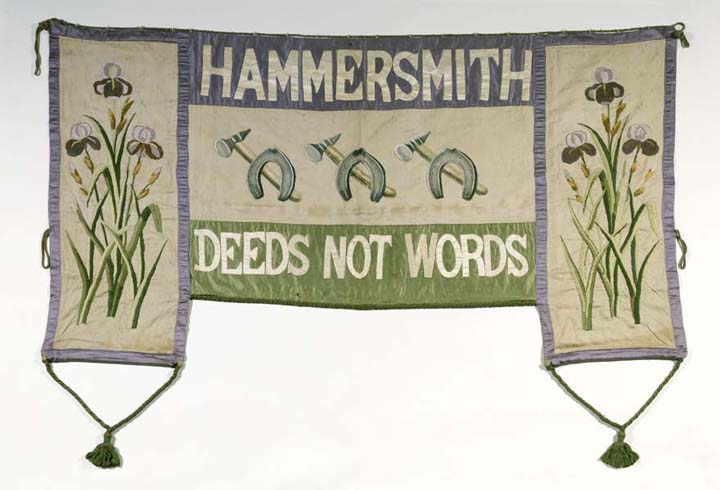
Estendard de la WSPU amb el lema «Deeds, not Words» («Fets, no Paraules»)

El 1913, la WSPU va nomenar la militant feminista Nora Dacre Fox (més tard coneguda com a Norah Elam) com a Secretària General. Dacre Fox va operar com una propagandista altament eficaç que oferia discursos entusiastes en les reunions setmanals de la WSPU i escrivia molts dels discursos de Christabel Pankhurst.

## Primeres campanyes
El 1905, el grup va convèncer el parlamentari Bamford Slack perquè presentés un projecte de llei sobre el sufragi femení, que en última instància es va discutir sense èxit, però la publicitat va estimular la ràpida expansió del grup. La WSPU va canviar les tàctiques després del fracàs de la llei, centrant-se a atacar qualsevol partit polític que estigués en el govern i es van negar a donar suport a qualsevol legislació que no inclogués la concessió del dret al vot per a les dones. Això es va traduir en l'abandó del seu compromís inicial de secundar també les reformes socials immediates.

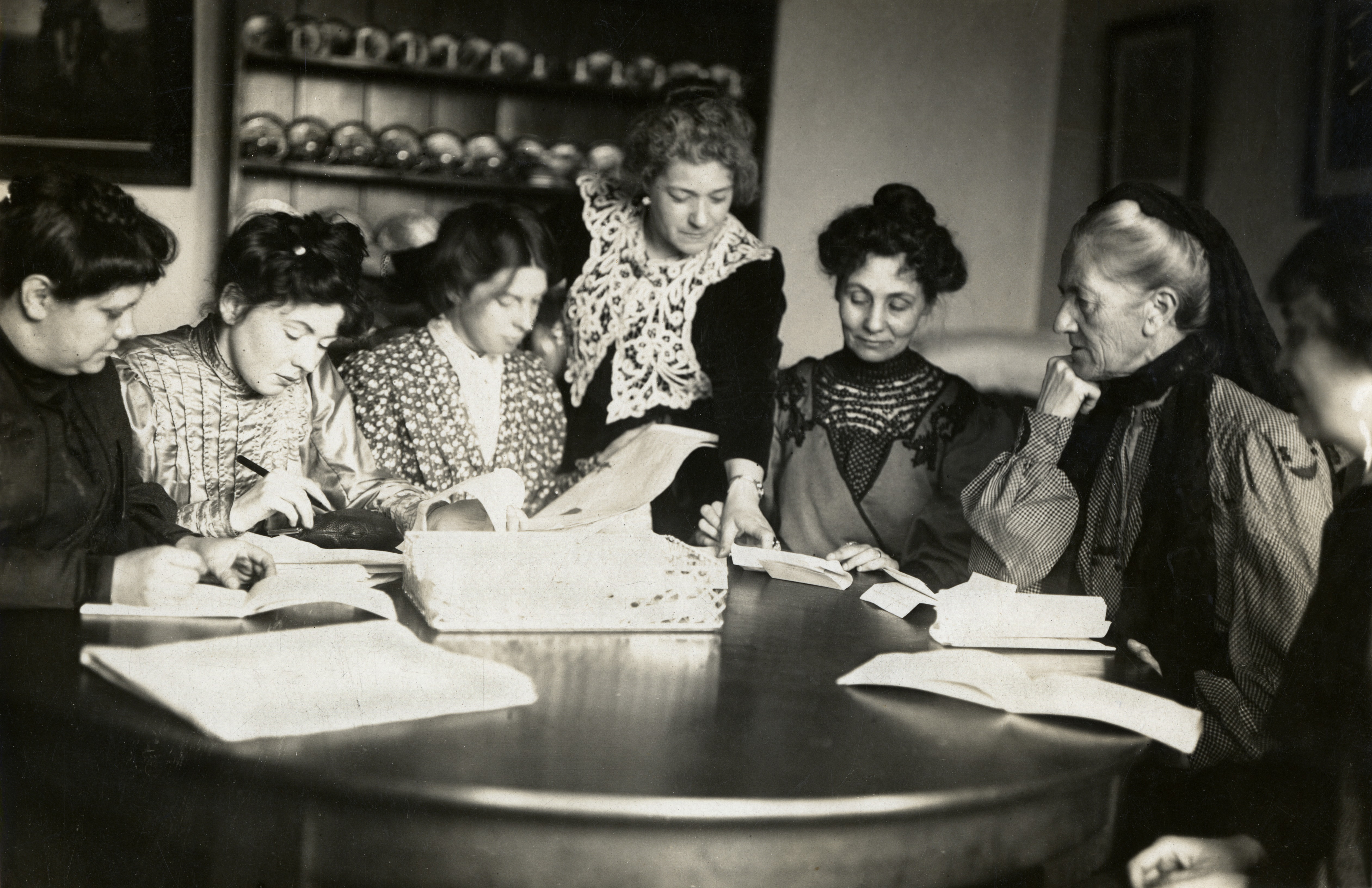
Reunió de líders de la Unió Social i Política de Dones (WSPU), Flora Drummond, Christabel Pankhurst, Annie Kenney, Emmeline Pankhurst, Charlotte Despard i altres dues. 1906-1907

El 1906, el grup va començar una sèrie de manifestacions i intrigues que van conduir a l'arrest i empresonament d'un nombre creixent dels seus membres. Un intent d'aconseguir la mateixa franquícia va guanyar l'atenció nacional quan un enviat de tres-centes dones, que representaven més de 125 000 sufragistes, va advocar pel sufragi femení amb el Primer Ministre, Sir Henry Campbell-Bannerman. El Primer Ministre va estar d'acord amb el seu argument, però «es va veure obligat a no fer res sobre aquest tema», per la qual cosa va instar les dones a «continuar molestant» i a exercir «la virtut de la paciència». Algunes de les dones que Campbell-Bannerman va aconsellar que anessin pacients havien treballat per aquests drets durant uns cinquanta anys: el seu consell de «continuar molestant» era bastant imprudent. Les seves paraules irreflexives van enfurismar els manifestants i «per aquestes ximples paraules, el moviment militant es va establir irrevocablement, i va començar l'etapa de revolta». Comentant el fenomen al Daily Mail, Charles Hands va descriure per primera vegada als membres de la WSPU com a sufragistes. El 1907, l'organització va celebrar el primer d'un seguit de diversos «parlaments de dones».
El Partit Laborista va votar a favor del sufragi universal. Això els va separar de la WSPU, que sempre havia acceptat les qualificacions de propietat que ja s'aplicaven a la participació de les dones en les eleccions locals. Sota la direcció de Christabel, el grup va començar a organitzar-se més explícitament exclusivament entre dones de classe mitjana, i va declarar la seva oposició a tots els partits polítics. Això va portar a un petit grup de membres prominents a abandonar i formar la Lliga de la Llibertat de les Dones (WFL).

## Desenvolupament de les campanyes

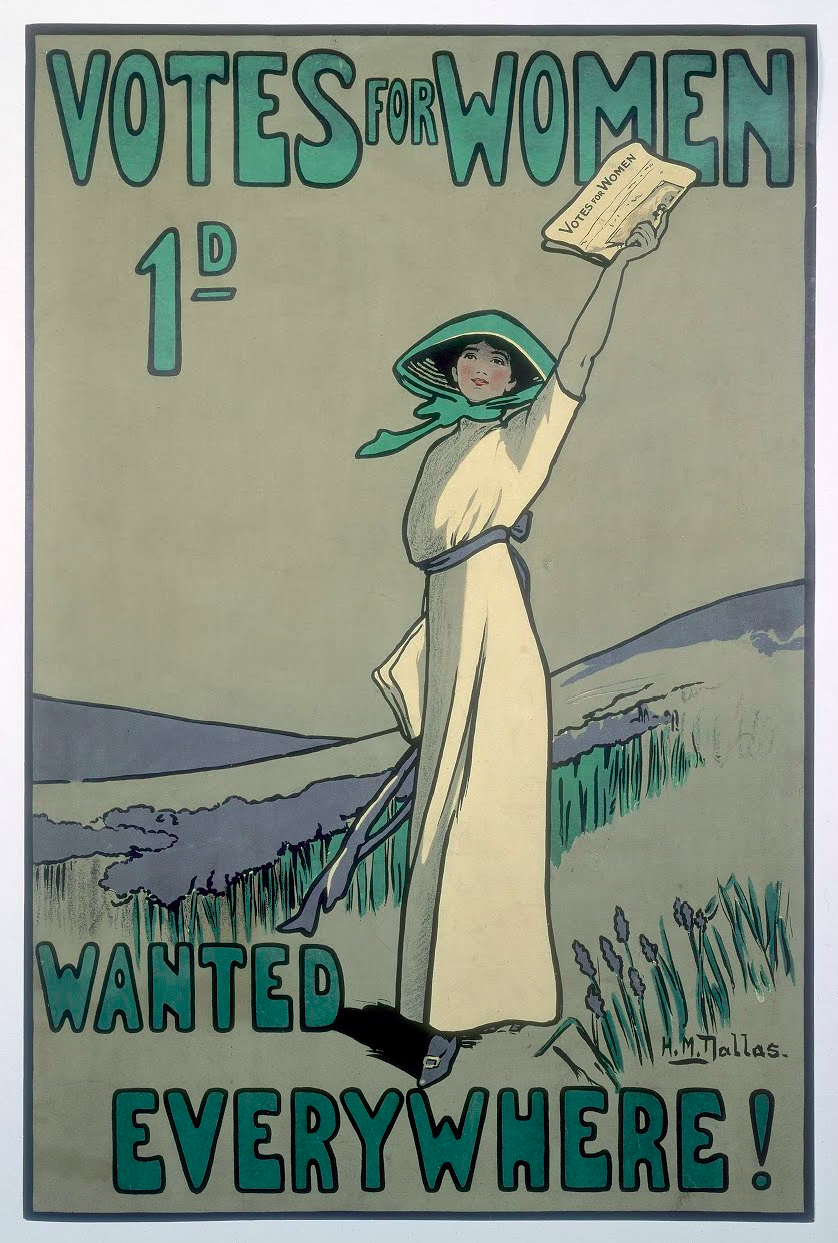
La revista Votes For Women

Immediatament després de la divisió entre la WSPU i la WFL, en la tardor de 1907, Frederick i Emmeline Pethick Lawrence van fundar el periòdic de la WSPU, Votes for Women. Els Pethick Lawrences, que van ser part del lideratge de la WSPU fins a 1912, van editar el periòdic i hi van donar suport financer en els primers anys.
El 1908, la WSPU va adoptar els colors porpra, blanc i verd com els seus colors oficials, representant «el porpra... la sang real que flueix per les venes de cada sufragista... el blanc, la puresa en la vida privada i pública,... el verd és el color de l'esperança i l'emblema de la primavera». Al juny de 1908 es va produir el primer gran ús públic d'aquests colors quan la WSPU va celebrar una concentració de 300.000 persones en la mobilització «Sunday's Women» a Hyde Park, Londres.

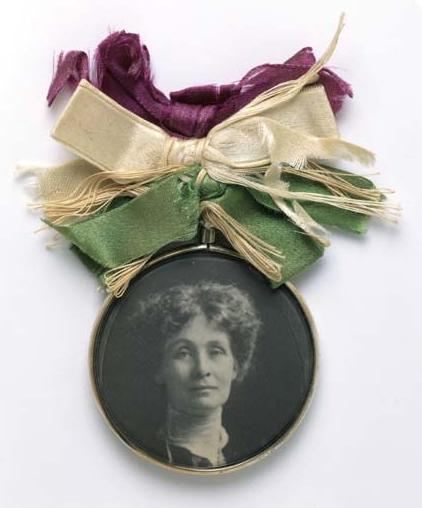
Insígnia amb el retrat d'Emmeline Pankhurst, c.1909, venuda per la WSPU per a recaptar fons. Museu de Londres

Al febrer de 1907, la WSPU va fundar The Woman's Press, que va supervisar la publicació i la propaganda de l'organització, i va comercialitzar una gamma de productes des de 1908 amb el nom o els colors de la WSPU. Un joc de taula anomenat Suffragetto es va fabricar al voltant de 1908. Fins al gener de 1911, l'himne oficial de la WSPU era La Marsellesa de les Dones, un muntatge de paraules de Florence Macaulay amb la melodia de La Marsellesa. En aquest mes l'himne va ser canviat per La Marxa de les Dones, composta el 1910 per Ethel Smyth amb text de Cicely Hamilton.
En oposició a l'empresonament continu i repetit de moltes dels seus membres, la WSPU va introduir la vaga de fam d'empresonades a Gran Bretanya, i la política d'alimentació forçada de les autoritats els va guanyar a les sufragistes gran simpatia del públic. Posteriorment, el govern va aprovar la llei de presoners (llicència temporal per a malalts greus) de 1913 (més comunament coneguda com la «llei del gat i el ratolí»), que va permetre l'excarceració de les sufragistes que estaven a punt de morir a causa de la desnutrició. Els oficials, no obstant això, podrien tornar a empresonar-los una vegada que estiguessin sanes. Aquest va ser un intent d'evitar l'alimentació forçada. En resposta, la WSPU va organitzar un equip de seguretat totalment femení conegut com «les guardaespatlles», entrenat per Edith Margaret Garrud i dirigit per Gertrude Harding, el paper de les quals era protegir les sufragistes fugitives d'un nou empresonament.

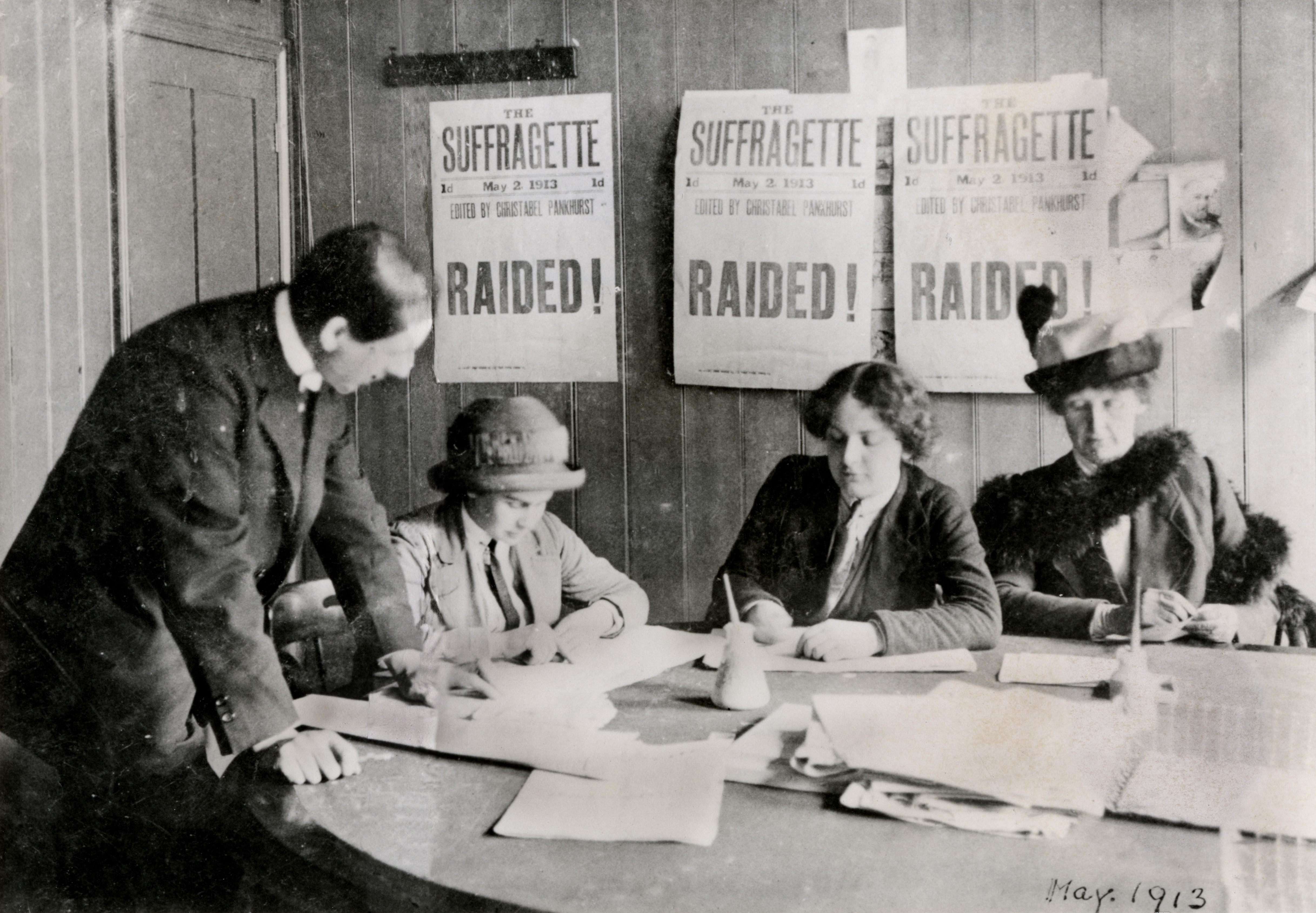
Una oficina de la Unió (WSPU), al 1913

El 1910 es va introduir un nou projecte de llei de sufragi, però, cada vegada més impacient, la WSPU va llançar una campanya de protesta el 1912 sobre la base d'atacar immobles i evitar la violència contra qualsevol persona. Inicialment, això va involucrar la destrucció dels aparadors de les botigues, però finalment es va intensificar i s'estengué a la crema de cases senyorials i el bombardeig d'edificis públics, inclosa l'Abadia de Westminster. També va conduir a la mort de IDK Emily Davison quan va ser calcigada a l'hipòdrom per un cavall de carreres propietat del rei Jordi (sobre el qual estava intentant penjar una pancarta de sufragista) en l'Epsom Derby el 1913. Entre els molts actes militants es practicava l'incendi nocturn de cases desocupades (inclosa la del ministre d'Hisenda, David Lloyd George) i d'esglésies. Les sufragistes van destrossar vitrines de botigues exclusives i oficines governamentals. Van tallar línies telefòniques, van escopir a policies i polítics, van tallar o van cremar lemes a favor del sufragi en la gespa de l'estadi, van enviar cartes bomba, van destruir hivernacles als jardins de Kew, es van encadenar a baranes i van volar cases. Un metge va ser atacat amb un fuet, i en un cas les sufragistes es van precipitar a la Cambra dels Comuns. El 18 de juliol de 1912, Mary Leigh va llançar una destral al primer ministre Herbert Henry Asquith.
La nit del 9 de març de 1914, al voltant de 40 sufragistes militants, incloses membres de l'equip de guardaespatlles, es van barallar amb diversos esquadrons d'agents de policia que intentaven tornar a detenir Emmeline Pankhurst durant una manifestació a favor del sufragi en el St. Andrew's Hall de Glasgow. L'endemà, la sufragista Mary Richardson va entrar en la Galeria Nacional i va atacar la pintura de la Venus del mirall, de Diego Velázquez, amb un ganivet de carnisser.

## Dissolució
Els editors de Votes for Women, Frederick i Emmeline Pethick Lawrence, en van ser expulsats el 1912, i més tard van fundar Sufragistes Units. Això va causar que la WSPU llancés un nou diari, The Suffragette, editat per Christabel Pankhurst. La Federació Socialista de Treballadores, de dones en la seva majoria de classe treballadora i dirigida per Sylvia Pankhurst, va ser expulsada el 1914.

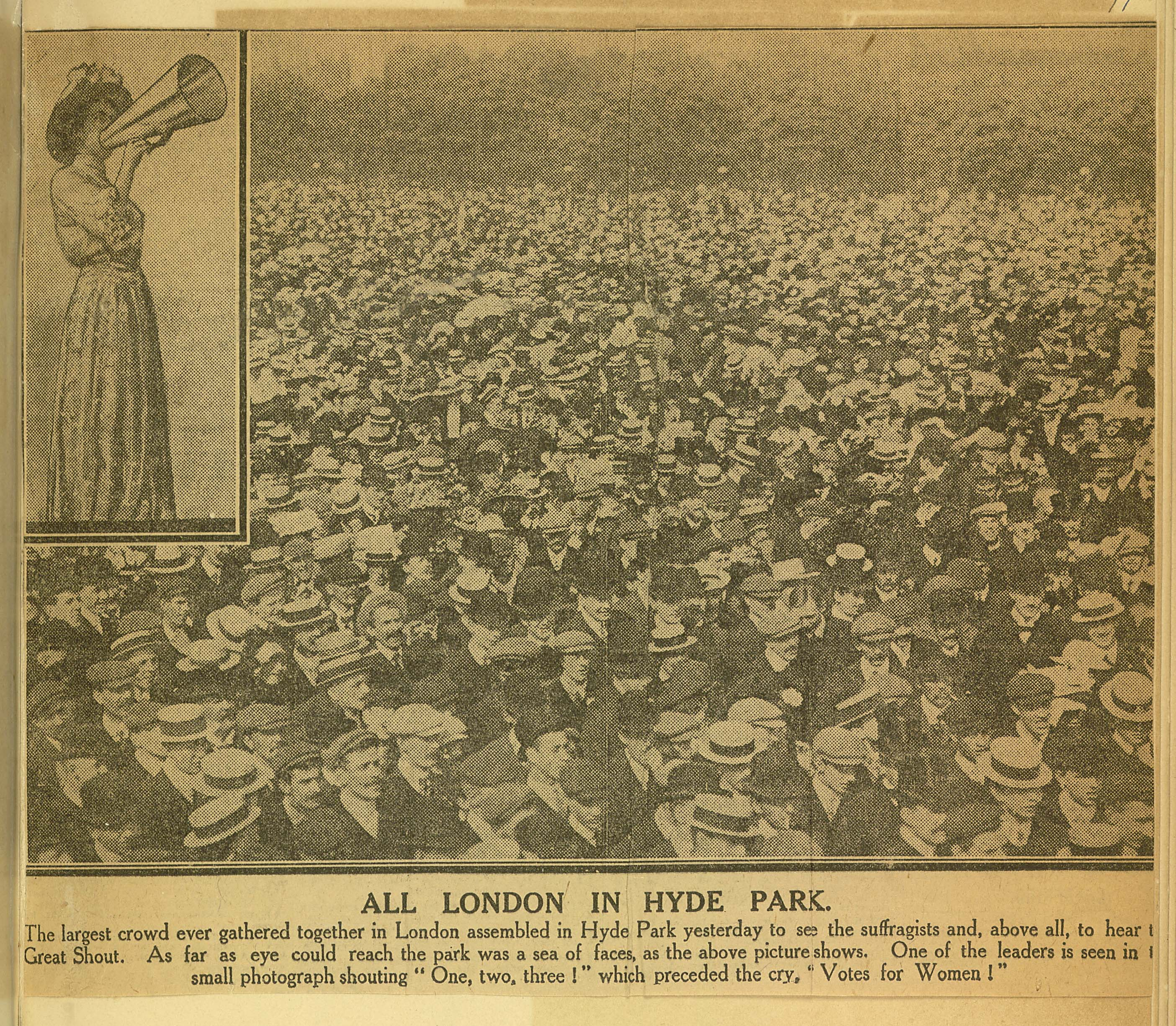
A Hyde Park el 21 de juny de 1908

En esclatar la Primera Guerra Mundial el 1914, Christabel Pankhurst es trobava vivint a París per dirigir l'organització sense por de ser arrestada. El seu control autocràtic li va permetre, malgrat les objeccions de Kitty Marion i d'altres, declarar, poc després de la guerra, que la WSPU hauria d'abandonar les seves campanyes en favor d'una postura nacionalista, fent costat al govern britànic en la guerra. La WSPU va deixar de publicar The Suffragette, i a l'abril de 1915 va llançar una nova revista, Britannia. Si bé la majoria dels membres de la WSPU van donar suport a la guerra, un petit nombre va conformar les sufragistes de la Unió Política Social de Dones (SWSPU) i la Unió Social i Política de Dones Independents (IWSPU). Finalment, la WSPU es va esvair de l'atenció pública i es va dissoldre el 1917, amb Christabel i Emmeline Pankhurst, que fundaren el Partit de les Dones.

## Membres notables
- Janie Allan
- Helen Archdale
- Barbara Ayrton
- Minnie Baldock
- Rosa May Billinghurst
- Teresa Billington-Greig
- Violet Bland
- Elsie Bowerman
- Lucy Burns
- Helen Cruickshank
- Charlotte Despard
- Emily Davison
- Flora Drummond
- Sophia Duleep Singh
- Norah Elam
- Dorothy Evans
- Louisa Garrett Anderson
- Edith Margaret Garrud
- Mary Gawthorpe
- Nellie Hall
- Beatrice Harraden
- Edith How-Martyn
- Elsie Howey
- Ellen Isabel Jones
- Violet Key-Jones
- Annie Kenney
- Edith Key
- Aeta Adelaide Lamb
- Mary Leigh
- Lilian Lenton
- Lady Constance Bulwer-Lytton
- Mary Macarthur
- Margaret Mackworth
- Christabel Marshall
- Kitty Marion
- Dora Marsden
- Helen Millar Craggs
- Dora Montefiore
- Flora Murray
- Margaret Nevinson
- Edith New
- Adela Pankhurst
- Christabel Pankhurst
- Emmeline Pankhurst
- Sylvia Pankhurst
- Frances Parker
- Alice Paul
- Emmeline Pethick-Lawrence
- Mary Elizabeth Phillips
- Mary Richardson
- Edith Rigby
- Rona Robinson
- Mary Russell
- Ethel Smyth
- Harriet Shaw Weaver
- Evelyn Sharp
- Janie Terrero
- Dora Thewlis
- Helen Tolson
- Laura Ann Willson
- Olive Wharry
- Rose Emma Lamartine Yates